# Stop! (The Chesterfield Kings)
Stop! è il secondo album in studio dei The Chesterfield Kings; venne pubblicato negli USA nel 1985 dalla Mirror Records Inc. Diversamente dal precedente, questo contiene anche brani composti dal gruppo. L'album venne ristampato nel 1987 con due brani aggiuntivi, "Hey Little Bird" e "Green Eyed Woman".

## Tracce
Lato A
1. Stop (cover dei The Burgundy Runn) – 2:01 (Dave Schmuck)
2. It's Alright – 2:10 (Andy Babiuk, Doug Meech, Rick Cona, Greg Prevost, Orest Guran)
3. I Cannot Find Her – 2:06 (Andy Babiuk, Doug Meech, Rick Cona, Greg Prevost, Orest Guran)
4. Cry Your Eyes Out – 2:28 (Andy Babiuk, Doug Meech, Rick Cona, Greg Prevost, Orest Guran)
5. You Belong to Me – 2:04 (Andy Babiuk, Doug Meech, Rick Cona, Greg Prevost, Orest Guran)
6. Say You're Mine – 1:45 (Andy Babiuk, Doug Meech, Rick Cona, Greg Prevost, Orest Guran)

Lato B
1. She Told Me Lies – 2:13
2. Fight Fire (Cover dei The Golliwogs) – 2:08 (Rann Wild, Toby Green)
3. I Don't Know Why – 2:34 (Andy Babiuk, Doug Meech, Rick Cona, Greg Prevost, Orest Guran)
4. She's Got No Time – 1:57 (Andy Babiuk, Doug Meech, Rick Cona, Greg Prevost, Orest Guran)
5. My Canary Is Yellow (Cover di "But I'm So Blue" dei The Namelosers con titolo cambiato) – 1:42 (Urban Lasson, Anders Lagerlöf, Christer Nilsson, Göran Fridh, Johnny Andersson, P-O Alm, Per Arnkull, Tommy Hansson)
6. Bad Woman (Cover dei Fallen Angels) – 2:13 (Dave Stevenson)

## Formazione
- Andy Babiuk: basso, chitarra acustica, voce
- Doug Meech: batteria, percussioni, voce
- Rick Cona: chitarra, voce
- Greg Prevost: voce, armonica, maracas
- Orest Guran: organo, chitarra ritmica, voce